# 龍華科技大学
座標: 北緯25度1分10.29秒 東経121度24分3.51秒 / 北緯25.0195250度 東経121.4009750度
龍華科技大学（りゅうかかぎだいがく、中国語: 龍華科技大學、英語: Lung Hwa University）は、中華民国台湾桃園市に位置する私立大学である。

## 歴史
| 年     | 月日 | 事跡                           |
| ------ | ---- | ------------------------------ |
| 1969年 | -    | 「龍華工業専科学校」として開校 |
| 1988年 | -    | 「龍華工商専科学校」と改称     |
| 1998年 | -    | 「龍華技術学院」と改称         |
| 2001年 | -    | 「龍華科技大学」と改称         |

## 校歌
美哉龍華，大哉龍華，背海依山，一望無涯。

研新技，創新猷，建教合作協力奮發。

一技在身值連城，雙手萬能報國家。

建設三民主義的模範省，建設富強康樂的大中華。

美哉龍華，大哉龍華，龍華是我家，我愛他。

美哉龍華，大哉龍華，龍華是我家，我愛他。

## 組織
- 管理学部
  - 商学管理研究所
  - 財務金融学科
  - 國際貿易学科
  - 企業管理学科/大学院
  - 情報管理学科/大学院
  - 工業管理学科
- 人文設計学部 
  - 応用外国語学科
  - マルチメディアゲーム発展学科
  - 文化産業マルチメデデザイン学科
  - 観光事業学科
  - 教養課程センター
  - 言語センター
  - 芸文センター

- 工学部
  - 工学技術研究所
  - 機械工学科/大学院
  - 化学工業材料工学科/大学院
  - 電機工学科/大学院
  - 電子工学科/大学院
  - インターネット情報工学科
  - デジタルコンテンツマルチメディア技術研究開発センター

## 教員

### 歴代学長
| 区分     | 代     | 氏名   | 任期            |
| -------- | ------ | ------ | --------------- |
| 技芸専科 | 初代   | 李振雲 | 1969年 - 1972年 |
| 工業専科 | 第2代  | 李振雲 | 1972年 - 1984年 |
| 工業専科 | 第3代  | 孫道亨 | 1984年 - 1987年 |
| 工業専科 | 第4代  | 李華昌 | 1987 - 1988年   |
| 工商専科 | 第5代  | 李華昌 | 1988年 - 1989年 |
| 工商専科 | 第6代  | 鄭進山 | 1989年 - 1997年 |
| 技術学院 | 第7代  | 鄭進山 | 1997年 - 1999年 |
| 技術学院 | 第8代  | 施 河  | 1999年 - 2001年 |
| 龍華科大 | 第9代  | 施 河  | 2001年 - 2002年 |
| 龍華科大 | 第10代 | 張文雄 | 2002年 - 2005年 |
| 龍華科大 | 第11代 | 嚴文方 | 2005年 - 2008年 |
| 龍華科大 | 第12代 | 黃深勳 | 2008年 - 2009年 |
| 龍華科大 | 第13代 | 葛自祥 | 2009年 -        |